# سدس (علم الفلك)
في علم الفلك ، تعتبر السُدسيات (بالإنجليزية: sextants) هي أجهزة تصور سُدس الدائرة، وتستخدم في المقام الأول لقياس مواضع النجوم position of stars. ويوجد نوعان من السُدسيات الفلكية هما: أدوات جدارية وأدوات إطارية frame-based instruments.
تُعد أجهزة السُدس الفلكية ذات أهمية تاريخية كبيرة، ولكن بمرور الوقت جرى استبدالها بمقاريب العبور transit telescopes، وتقنيات القياس الفلكي الأخرى، والرصد من خلال الأقمار الصناعية مثل بعثة هيباركوس للقياسات الفلكية.

## السُدسيات الجدارية

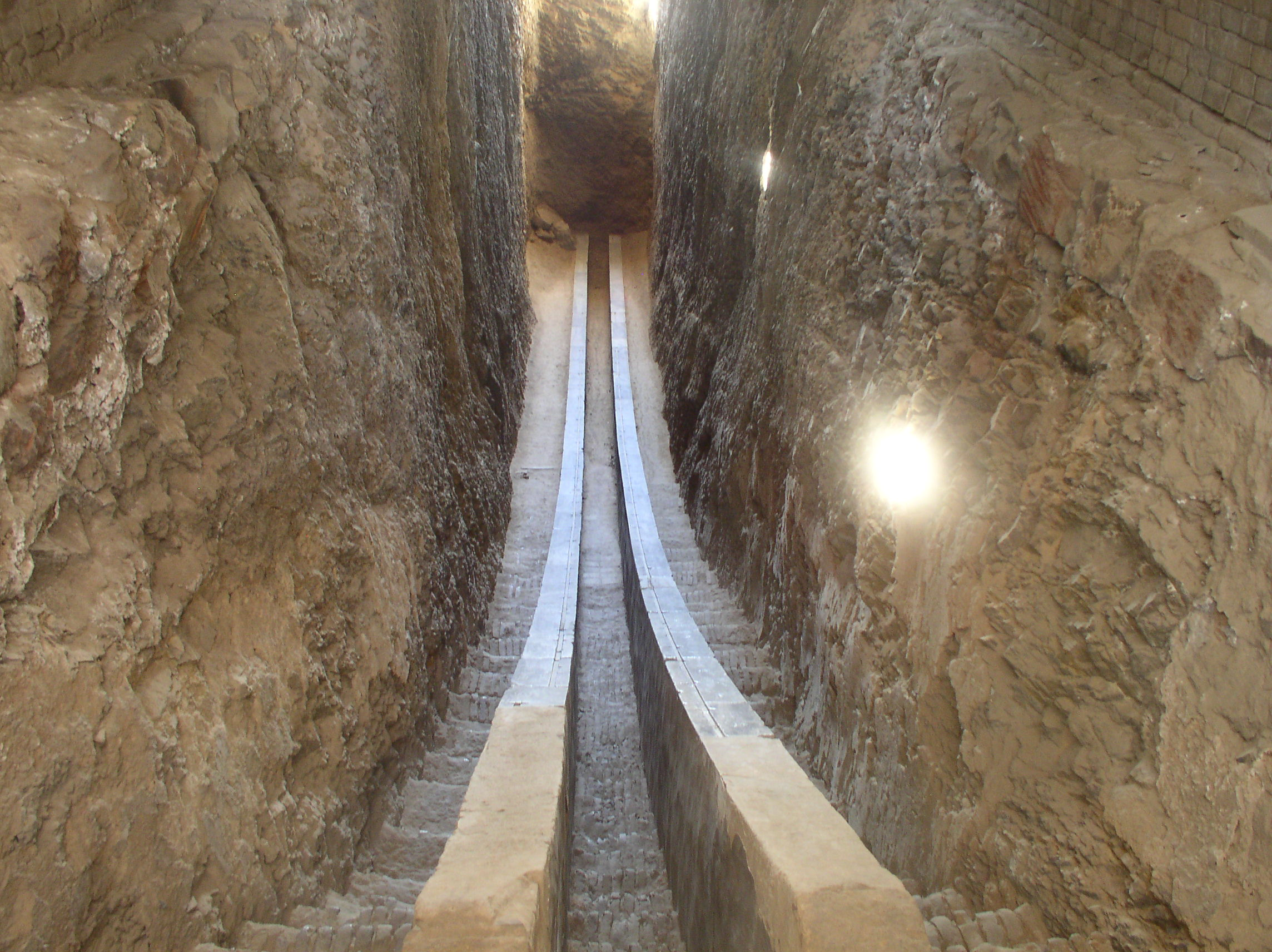
بقايا آلة السُدس الجدارية لأولوغ بيك، سمرقند ، أوزبكستان، القرن الخامس عشر.

بُنيت أول آلة سُدس فلكية جدارية معروفة في مدينة الري في إيران، على يد علِم الفلك أبو محمود الخجندي في عام 994م. ولذلك لقياس الميل المحوري لمسار الشمس، اخترع الخجندي جهازًا أطلق عليه اسم السُدس الفخري al-Fakhri sextant، الذي استمد اسمه من اسم راعيه الحاكم البويهي فخر الدولة (976-997).
كانت هذه الأداة تتمثل في قوس بزاوية ستين درجة على جدار محاذي لخط الزوال الفلكي (اتجاه الشمال - الجنوب). كانت أداة الخجندي أكبر من الأدوات السابقة، إذ كان نصف قطرها قُرابة عشرين متراً. كان التحسين الرئيسي الذي أدخله سُدس الفخري مقارنة بالأدوات السابقة هو الوصول بدِقة القراءة إلى الثواني (الثانية جزء من ستين من الدقيقة، والدقيقة جزء من ستين من الدرجة) في حين لم تتمكن الأدوات القديمة من القراءة إلا بالدرجات والدقائق، وبذلك يُعد السُدس الفخرى فائق الدقة مقارنةً بسابقيه من الأدوات. وأكد ذلك أبو الريحان البيروني ، وابن البناء المراكشي ، وغياث الدين الكاشي. استخدم الخجندي جهاز السُدس لقياس زاوية الشمس فوق الأفق عند الانقلاب الصيفي والانقلاب الشتوي؛ ويسمح هذان القياسان بحساب خط عرض موقع السُدس وميل مسار الشمس عنده.
قام أولوغ بيك (وهو أمير وعالم فلك ورياضيات تيموري) بصُنع سُدس فخري نصف قطره 40.4 متراً، وهو أكبر أداة من نوعها في القرن الخامس عشر. يوجد هذه السُدس الآن في مرصد أولوغ بيك، وكان له قوس مبني بشكل جيد وله درج على كلا الجانبين يسمح للمساعدين الذين يقوموا بإجراء القياسات بالوصول لطرف آلة السُدس.

## السدسيات المؤطرة

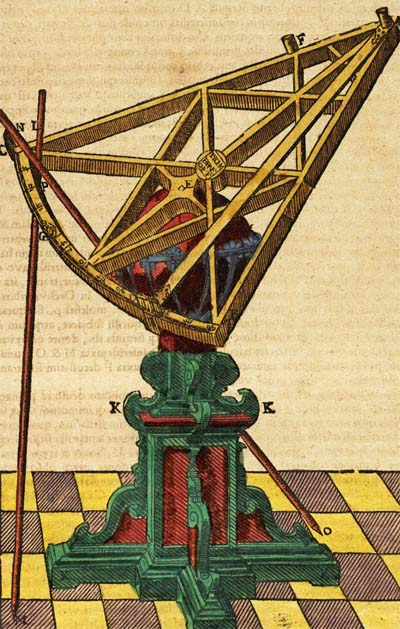
سُدس تايكو براهي ، المستخدم لقياس المسافات الزاوية بين النجوم.

كان لجهاز السُدس الذي يعتمد على إطار معدني كبير ميزة على الجهاز الجداري تتمثل في أنه يمكن تحريكه لاستخدامه في أي اتجاه. وهذا يسمح بقياس المسافات الزاوية بين الأجرام الفلكية المختلفة.
تختلف هذه الأدوات ذات الإطار بشكل كبير عن أداة السُدس التي يستخدمها الملاح في أن الأجهزة التي يستخدمها الملاح هي أداة عاكسة. حيث يستخدم سُدس الملاح المرايا لجلب صورة الشمس أو القمر أو نجم إلى الأفق ومن ثَم قياس ارتفاع الجسم. وبسبب استخدام المرايا، تكون الزاوية المُقاسة هي ضِعف طول قوس الجهاز. وبالتالي، فإن مقياس السُدس الخاص بالملاح يبلغ 120 درجة على قوس بزاوية محصورة تبلغ 60 درجة. وبالمقارنة، فإن السُدسيات الفلكية كبيرة وتقيس الزوايا بشكل مباشر - أي أن قوس 60 درجة سيقيس 60 درجة على الأكثر.

### بناء الآلة
هذه السُدسيات الكبيرة مصنوعة في المقام الأول من الخشب أو النحاس أو مزيج من المادتين. يعتبر الإطار ثقيلًا بدرجة كافية ليكون صلبًا ويوفر قياسات موثوقة دون حدوث تغييرات انثناءية في الجهاز مما يؤثر على جودة الملاحظة ودِقة القياس. يجري تثبيت الإطار على هيكل دعم يحافظ عليه في مكانه أثناء الاستخدام. في بعض الحالات، يمكن تعديل موضع السُدس (ذو الإطار وليس الجداري) للسماح بإجراء القياسات باستخدام أي اتجاه للأداة. ونظرا للحجم الكبير لهذه الآلة ووزنها، فقد جرى الاهتمام بموازنتها حتى يمكن تحريكها بسهولة.
يمكن إجراء الملاحظات عادةً باستخدام عضادة، على الرغم من أن الإصدارات الأحدث من هذه الأداة يمكن أن تستخدم مقرابًا. في بعض الحالات، يمكن استخدام نظام من الأوزان لضبط الاتزان (الموازنة) والبكرات للسماح للمراقب بالتحكم في الأداة على الرغم من حجمها الكبير.

### طريقة الاستخدام

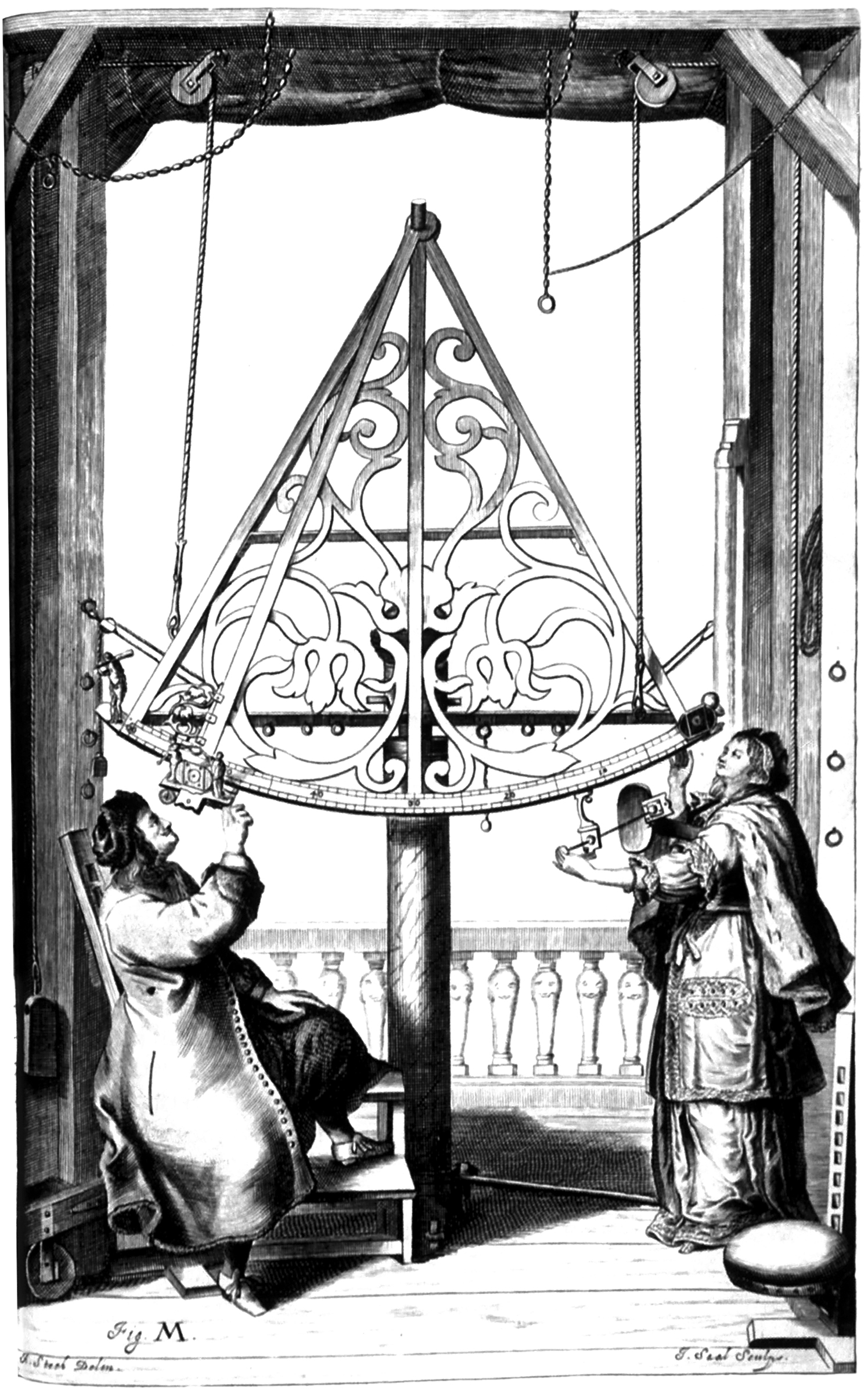
يوهانس وإليزابيثا هيفيليوس يراقبان باستخدام آلة السُدس.

يمكن استخدام هذه الأدوات بنفس الطريقة التي تُستخدم بها الأدوات الأصغر حجمًا، مع إمكانية تعديل الجهد المبذول بسبب الحجم الكبير. قد تحتاج بعض الأدوات إلى أكثر من شخص واحد لتشغيلها بسبب حجمها الكبير.
إذا جرى تثبيت السُدس بشكل دائم في موضعه، فمن الضروري تحديد موضع المؤشر (العضادة) أو المؤشر المماثل فقط. في هذه الحالة، يُحرك المراقب القوس حتى يصبح الجسم محل الاهتمام متمركزًا في مرمى المشاهدة ثم يقرأ التدرجات graduations الموضحة على القوس.
أما بالنسبة لأدوات السُدس التي يمكن نقلها، فقد كانت العملية أكثر تعقيدًا. كان من الضروري رؤية الجسم بخطين. عادة ما يجري تزويد حافة الأداة بمناظر ويجري محاذاة الأداة مع أحد الكائنين محل الاهتمام. وقد جرى بعد ذلك محاذاة العضادة مع الكائن الثاني أيضًا. بمجرد تركيز كل كائن في مجموعة واحدة من المشاهد، يمكن إجراء القراءة. قد يُشكل هذا تحديًا كبيرًا بالنسبة لنجم متحرك يجري رصده باستخدام أداة كبيرة جدًا، فقد لا يكون الشخص الواحد قادرًا على تأكيد كلا المشهدين بسهولة؛ لذا فإن وجود مُساعد في عملية الرصد كان مُهمًا للغاية. يوضح الرسم التوضيحي لأداة هيفيليوس على اليمين كيف يمكن لشخصين استخدام مثل هذا السُدس: حيث تقوم زوجته إليزابيث بمحاذاة الأداة بينما يقوم يوهانس بضبط العضادة.

### السُدسيات المؤطرة المشهورة
- استخدم تقي الدين الشامي السُدس لتحديد الاعتدالين للشمس.
- استخدم تيخو براهي أداة السُدس لقياس مواقع النجوم في العديد من قياساته.
- استخدم يوهانس هيفيليوس أداة سُدس ذات عضادة مبتكرة بشكل خاص لتوفير قياسات لمواقع النجوم بدقة كبيرة.
- استخدم جون فلامستيد ، وهو أول عالم فلك ملكي، أداة السُدس في مرصد غرينتش الملكي.